# Gorle
Gorle là một đô thị ở tỉnh Bergamo trong vùng Lombardia của nước Ý, có vị trí cách khoảng 50 km về phía đông bắc của Milano và khoảng 4 km về phía đông của Bergamo. Tại thời điểm ngày 31 tháng 12 năm 2004, đô thị này có dân số 5.506 người và diện tích là 2,4 km².
Gorle giáp các đô thị: Bergamo, Pedrengo, Ranica, Scanzorosciate, Seriate, Torre Boldone.